# دریتیمان چاترجی
دریتیمان چاترجی (بنگالی: ধৃতিমান চট্টোপাধ্যায়؛ زادهٔ ۳۰ مهٔ ۱۹۴۵) بازیگر اهل هند است.
از فیلم‌ها یا برنامه‌های تلویزیونی که وی در آن نقش داشته‌است می‌توان به صورتی، آگانتوک، سیاه، مامور وینود، گورو، مخالف، دشمن مردم، در جستجوی قحطی، مرد شماره یک، خیابان ۳۶ چورینگی، چهره، ۱۵ خیابان پارک و دود مقدس! اشاره کرد.